# Autovía de la Cuenca Minera
La Autovía de la Cuenca Minera es un proyecto de futura autovía autonómica que tenía previsto unir Huelva con la A-66 a través de las localidades de Zalamea la Real, El Campillo, Minas de Riotinto, Campofrío, la Granada de Río Tinto, Zufre y Santa Olalla del Cala. Sin embargo, la Junta de Andalucía en el anteproyecto presentado a información pública, ha variado, parcialmente, el trazado de la autovía, de tal manera que una vez alcanzado Minas de Riotinto, la autovía llega a la A-66 a través de Nerva, El Castillo de las Guardas y El Ronquillo.

## Proyecto
El origen del proyecto se sitúa en las dos propuestas presentadas relativas al trayecto de la futura autovía A-83. Así, si bien el Ministerio de Fomento proyectó unir Huelva con la A-66 a través de Zafra, el Ministerio de Medio Ambiente, a fin de evitar daños en el parque natural Sierra de Aracena y Picos de Aroche, sugirió la opción "sur", es decir, unir Huelva con la A-66 a través de la Cuenca Minera Onubense. Dicha opción contó con la oposición de la Junta de Extremadura, la cual estaba interesada en unir Zafra y Fregenal de la Sierra entre sí, y a éstas con la Provincia de Huelva, a través de una vía de gran capacidad.
Finalmente, el 9 de junio de 2009, José Blanco, Ministro de Fomento, anunció que se descartaba la opción "sur", con lo cual se confirmaba que la A-83 uniría Huelva con la A-66 a través de Zafra.
Sin embargo, con anterioridad al anuncio de José Blanco, la Junta de Andalucía ya había encargado la redacción del proyecto de la futura autovía de la Cuenca Minera, la cual sería ejecutada por la Administración Andaluza, incorporándose la futura vía a la red de autovías de titularidad de la Junta de Andalucía.
En un principio, se proyectó desdoblar la A-461, que es una carretera autonómica andaluza en la provincia de Huelva, perteneciente a la Red Básica de Articulación del Catálogo de Carreteras de Andalucía, y une las poblaciones de Santa Olalla del Cala y Zalamea la Real. En la actualidad, el desdoble de la citada vía será parcial, entre las localidades de Zalamea la Real y Minas de Riotinto, desdoblándose para la práctica totalidad de lo que quedaría de trayecto la A-476.
La intención es que estuviese íntegramente ejecutada en 2013.
Esta actuación, cofinanciada con fondos FEDER de la Unión Europea, forma parte del Plan de Infraestructuras para la Sostenibilidad del Transporte en Andalucía (PISTA 2007 – 2013) que tiene el objetivo de “completar la malla viaria de alta capacidad para acabar de articular adecuadamente la conexión de los nodos principales del sistema de ciudades y espacios productivos”. 
Características del tramo: Zalamea la Real – Minas de Riotinto 
De nuevo trazado, el tramo entre Zalamea la Real y Minas Riotinto corresponde a la primera fase del estudio informativo de la conexión mediante vía de gran capacidad entre la N-435 y la Ruta de la Plata A-66, que se coordina con el estudio redactado por el Ministerio de Fomento para convertir en autovía la N-435 de San Juan del Puerto a la Ruta de la Plata por Zafra. 
La nueva carretera será de doble calzada, con dos carriles de 3,5 metros para cada sentido, arcenes exteriores de 2,5 metros e interiores de 1 metro. La mediana se estudiará en función de las necesidades del tráfico y de la velocidad de proyecto, que se ha fijado en 100 km/h . 
El tramo Zalamea la Real – Minas de Riotinto incluirá dos enlaces: el primero de ellos conectará con la N-435 en el entorno de Zalamea la Real, mientras que el segundo enlace se localiza al este de Minas de Riotinto, conectando con la carretera HU-6104 (de Riotinto a las Delgadas), que se complementaría con el acondicionamiento de esta vía para facilitar el acceso hacia la carretera A-476 (del Castillo de las Guardas a Riotinto). 
Asimismo, el proyecto contemplará la construcción de las estructuras y obras de fábrica necesarias para salvar el paso de los cauces, valles y barrancos que sean interceptados por el trazado, la reposición de las vías pecuarias afectadas y el acceso con las carreteras locales y caminos agrícolas. 
Por separado se redactará el proyecto de Restauración Paisajística correspondiente, de forma que se pueda contratar independientemente de las obras.
El anteproyecto del primer tramo ya ha sido sacado a información pública.
En la actualidad, se está redactando el Proyecto del Primer tramo, habiéndose sacado a información pública el anteproyecto referido a los restantes tramos.
La ejecución de esta autovía podría dar lugar al definitivo abandono del proyecto de la autovía A-47, en la actualidad en suspenso hasta 2015, pues su trayecto vendría a coincidir sustancialmente con la opción "sur" del anteproyecto de la autovía A-47.

## Tramos
| Tramo                                       | Estado (2025)                | km |
| ------------------------------------------- | ---------------------------- | -- |
| Zalamea la Real (A-83) – Minas de Río Tinto | Proyecto caducado            |    |
| Variante de Nerva                           | Estudio informativo caducado | -  |
| Nerva – Límite provincial Sevilla – Huelva  | Estudio informativo caducado | -  |
| Límite provincial – Castillo de las Guardas | Estudio informativo caducado | -  |
| Castillo de las Guardas – N-433             | Estudio informativo caducado | -  |
| N-433 – Rivera de Huelva                    | Estudio informativo caducado | -  |
| Rivera de Huelva – El Ronquillo (A-66)      | Estudio informativo caducado | -  |